# Nicolas Ysambert
Nicolas Ysambert, né vers 1567 à Orléans et mort le 14 mai 1642 à Paris, est un théologien catholique français, professeur à l'université de Paris à partir de 1598, titulaire d'une chaire créée par Louis XIII en 1616, consacrée aux controverses entre catholicisme et protestantisme.

## Biographie

### Origines familiales et formation
Sa date de naissance n'est pas connue avec précision : on la situe entre 1565 et 1569.
Il fait des études supérieures de théologie à la Sorbonne, faculté de théologie de l'université de Paris. 

### Professeur de théologie à Paris
Il y devient professeur en 1598. Ses cours attirent un public nombreux.[réf. nécessaire]
En 1616, Louis XIII fonde à la Sorbonne une chaire de théologie destinée à l'étude des controverses entre catholiques et protestants (à une époque où le protestantisme (en général sous la forme du calvinisme) est une religion tolérée en France en vertu de l'édit de Nantes de 1598 et où l'Église réformée détient plusieurs institutions d'enseignement supérieur, notamment à Saumur et à Montauban) ; il est prévu par la charte de fondation que le professeur consacrera une partie de son cours à une discussion avec l'auditoire. Le roi attribue cette chaire à Ysambert par une lettre patente dans laquelle il fait son éloge.
Dans son cours, Ysambert s'appuie sur la Somme théologique de saint Thomas d'Aquin, dont il donne un commentaire. 

### Combats contre les doctrines déviantes
Dans les actes des réunions de la faculté de théologie, il est mentionné pour avoir pris part à la censure de Marco Antonio de Dominis, archevêque apostat de Spalatro, auteur du traité De Republica Christiana, prônant la suppression de la hiérarchie ecclésiastique. 
Aux côtés de son confrère Duval, il lutte également contre le gallicanisme qu'Edmond Richer (1560-1631) a tenté de raviver au sein de la faculté. 
Menant une vie d'ascète, Ysambert est réputé[réf. nécessaire] pour la précision et le sens de la justice dont il fait preuve dans le discernement des cas de conscience[pas clair]. 

## Publications
Ses Disputationes et ses commentaires sur la Somme de saint Thomas sont publiés à Paris entre 1638 et 1648.